# St Ervan
 (septembre 2023).
St Ervan est une paroisse civile des Cornouailles, en Angleterre.